# Les Enfants du secret
Pour plus de détails, voir Fiche technique et Distribution.
Les Enfants du secret est un téléfilm policier franco-belge coécrit par Céline et Martin Guyot et réalisé par David Morley. Il a été diffusé pour la première fois en Belgique le 18 décembre 2018 sur La Une, puis en France le 5 janvier 2019 sur France 3.
Cette fiction est une coproduction de Sortilèges Productions, Les Gens (division francophone de la maison de production flamande De Mensen) et la RTBF (télévision belge), avec la participation de France Télévisions.

## Synopsis
L'archéologue Sabine Derrac fait visiter la Basilique Saint-Michel à Bordeaux lorsque le groupe découvre un squelette habillé dans une robe pourpre. Sabine est d'autant plus troublée que le squelette porte sur lui un bijou de sa mère, décédée 35 ans plus tôt. Le capitaine Pierre Danrémont prend cette histoire au sérieux malgré l'opposition des magistrats et de ses collègues qui croient à une mauvaise blague. Un nouveau cadavre, recouvert de bandelettes, est rapidement découvert et le policier et l'archéologue vont chercher la vérité qui va les mener dans leur propre passé.

## Fiche technique
- Titre original : Les Enfants du secret
- Réalisation : David Morley
- Premier assistant réalisateur :  Thomas Trefouel
- Scénario : Céline Guyot et Martin Guyot
- Production : Vassili Clert
- Production exécutive : Frédéric Bruneel
- Société de production : Sortilèges, avec la participation de France 3
- Directeur de production : Martin Du Guerny
- Musique : David Reyes
- Décors : Catherine D'Ovidio
- Costumes : Marie-Claude Brunet
- Pays d'origine :  France /  Belgique
- Langues originales : français
- Format : couleur
- Genre : policier
- Durée : 90 minutes
- Dates des premières diffusions :
  -  Belgique : 18 décembre 2018 sur La Une
  -  France : 5 janvier 2019 sur France 3

## Distribution
- Lucie Lucas : Sabine Derrac
- Pierre-Yves Bon : Pierre Danrémont
- Marianne Basler : Lauriane Danrémont
- Cyrielle Debreuil : Virginie
- Didier Flamand : Gabriel Lorenzi
- Yvon Back : Antoine Gasquet
- Jérôme Anger : Charles Danrémont
- Majid Berhila : Majid
- Jean-Stéphane Souchaud : Le légiste
- Muriel Machefer : Hortense
- Stéphanie Moussu : Sara
- Charlotte Vatonne : Journaliste 1
- Vincent Terrier : Journaliste 2
- Maud Andrieux : Journaliste 3
- Sylvie Batby : Compagne Jules Marchand
- Lise Laffont : Hôtesse clinique
- Shemss Audat : Interne hôpital

## Production

### Scénario
Céline et Martin Guyot sont des habitués des fictions télévisées puisqu'ils ont participé, entre autres, à l'écriture de nombreux épisodes de la collection La loi de…, des séries Mongeville, Crimes parfaits, La smala s'en mêle ou du téléfilm Un bébé pour Noël.
Le scénario se base sur l'histoire des 74 « momies de Saint-Michel » découvertes en 1791, lors de la suppression du cimetière entourant la basilique et qui furent exposées au public dans la crypte de la flèche, jusqu'en 1979 et désormais inhumées au cimetière de la Chartreuse.

### Casting
Aux côtés de l'interprète de Clem, Lucie Lucas, on retrouve un jeune acteur, Pierre-Yves Bon, que les téléspectateurs ont pu découvrir dans différentes séries françaises comme RIS police scientifique, Le juge est une femme, No Limit ou Candice Renoir. Dans les seconds rôles, on retrouve de nombreuses pointures de la fiction française : Jérôme Anger, Marianne Basler, Yvon Back ou encore Didier Flamand.

## Accueil critique
Moustique salue le « duo d'enquêteurs improvisés, qui se révèle très convaincant » et les « valeurs sûres de la fiction télé » qui l'entourent. Même écho du côté de Télé Loisirs pour qui « Lucie Lucas, dans le rôle de la jeune orpheline Sabine Derrac, et Pierre-Yves Bon, dans celui du capitaine de police qui n'est pas insensible à son charme, sont épatants ». Le magazine note aussi que « Bordeaux et ses environs constituent un bel écrin pour cette fiction bien réalisée ». Pour Télé 7 jours, « du scénario au moindre décor, tout y sonne juste. Avec une mention spéciale à l'excellent duo Lucie Lucas – Pierre-Yves Bon, particulièrement bouleversant de bout en bout. »